# Monte Grande (Castel San Pietro Terme)
Il monte Grande è un rilievo del basso Appennino bolognese che si trova sul territorio del comune di Castel San Pietro Terme.
È un'altura poco elevata per essere chiamata monte, tuttavia la sua altezza massima (607 m) è di gran lunga superiore a quella di tutti i rilievi circostanti. Dalla sua sommità si può godere di un vasto panorama a trecentosessanta gradi, dalle principali cime dell'appennino tosco emiliano alla pianura padana fino al mare Adriatico e, nelle giornate più limpide, alle prealpi venete.
Durante la seconda guerra mondiale, fu il saliente più occidentale dal quale gli Alleati tentarono più volte invano di rompere la resistenza dei parà tedeschi della prima divisione, noti anche come Diavoli Verdi. Le testimonianze dei mesi di dura battaglia svolta nel territorio circostante sono visibili nel museo della Linea Gotica aperto al pubblico nell'area del Villaggio della Salute.
Il complesso montuoso del Monte Grande comprende altre sei vette: 
- Monte Calderaro (568 m), su cui è abbarbicata la frazione omonima facente parte del Comune di Castel San Pietro Terme;
- Monte Cùccoli (550 m);
- Monte Castellarso (491 m);
- Monte Cerere (605 m);
- Poggio Lei (464 m);
- Monte Mezzano (481 m).

Esso si erge tra le valli dei torrenti Sillaro, Idice e Quaderna ed è caratterizzato dai cosiddetti calanchi, formazioni rocciose tipiche della zona.
Da esso hanno origine numerosi corsi d'acqua: dal versante orientale e meridionale i rii Sassuno e Ronco, due affluenti del Sillaro, ma soprattutto, dal versante settentrionale, il torrente Quaderna e il suo principale tributario, il torrente Gaiana.
Sulle vette del monte Grande e del monte Calderaro sono posizionate antenne militari, ed altre di trasmissione radiotelevisiva per il bacino di Bologna e provincia.